# Bancolombia
Bancolombia est une institution financière qui offre une gamme complète de produits et de services financiers à une clientèle diversifiée de particuliers et d'entreprises dans toute la Colombie, ainsi que dans d'autres juridictions, comme le Panama, le Salvador, Porto Rico, les îles Caïmans, le Pérou et le Guatemala. La Banque opère dans neuf segments : Banque Colombie, Banque El Salvador, Crédit-bail, Trust, Investissement, Courtage, Offshore, Pension et Assurance, et tous les autres segments. Bancolomboia fai partie des indices COLCAP, COL20 et IGBC, principaux indices de la bourse de valeurs de Colombie. 
Avec ses filiales, la banque propose une gamme de produits et de services, notamment des produits d'épargne et d'investissement, des financements, des services bancaires hypothécaires, des services d'affacturage, des contrats de location financière et d'exploitation, des services de trésorerie, des services de gestion de trésorerie complète, des services de change, des assurances, des services de courtage, des services bancaires d'investissement, des services de gestion d'actifs et des services fiduciaires. Au 31 décembre 2018, le réseau consolidé de la Banque comprenait 1041 bureaux. Fondée en 1875 et basée à Medellín, Bancolombia est la première banque de détail du pays.